# Opoczka

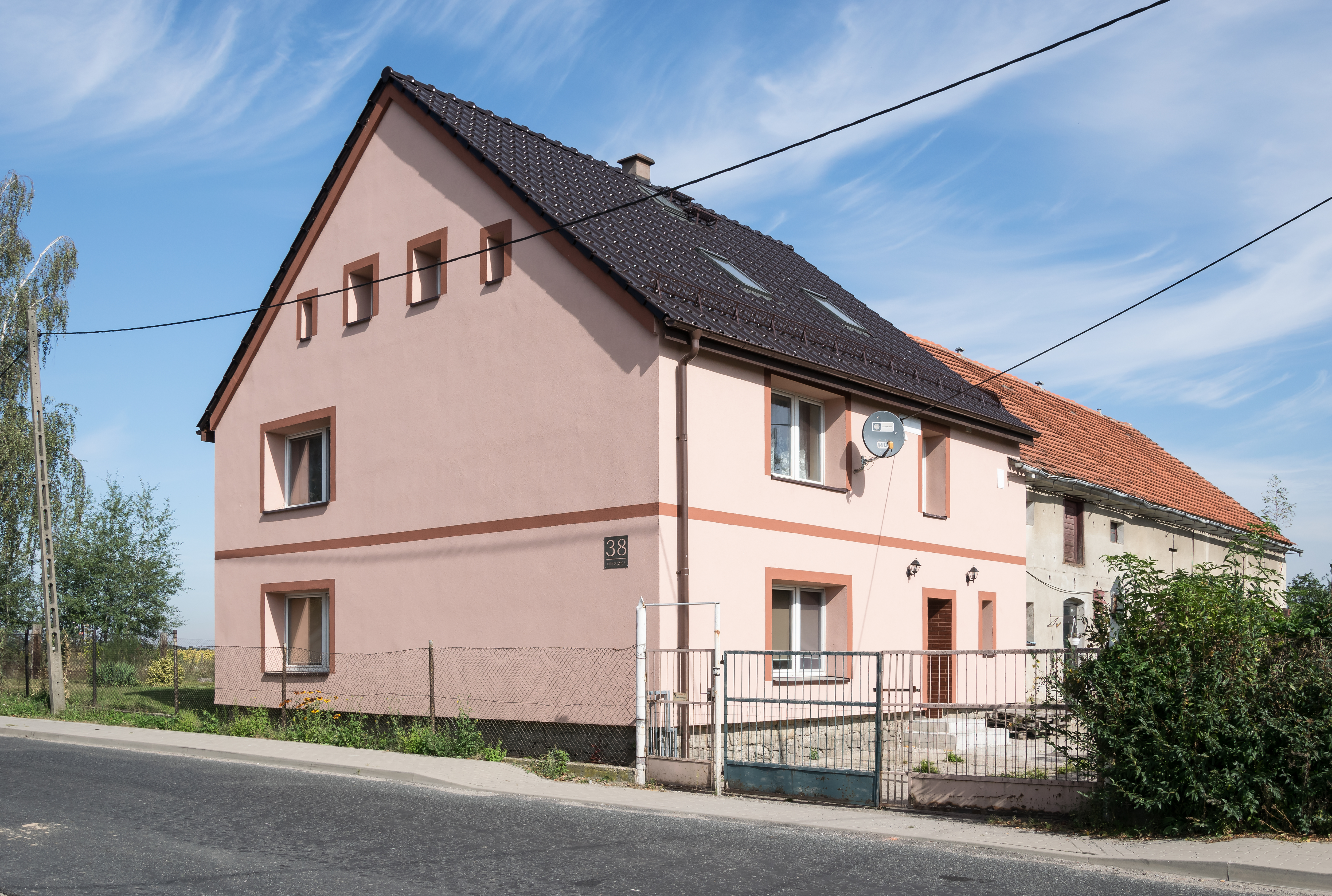
Haus Nr. 38 in Opoczka

Opoczka (deutsch: Esdorf, auch Eßdorf bzw. Eselsdorf) ist ein Ort in der Landgemeinde Świdnica (Schweidnitz) im Powiat Świdnicki der Woiwodschaft Niederschlesien in Polen.

## Lage
Opoczka liegt ca. fünfeinhalb Kilometer südöstlich von Świdnica (Schweidnitz). Nachbarorte sind Makowice (Schwengfeld) im Nordosten, Burkatów (Burkersdorf) im Westen, Bojanice (Ludwigsdorf) im Süden.

## Geschichte
Esdorf entstand im Zuge der Ostkolonisation durch deutsche Siedler. Es gehörte zum Herzogtum Schweidnitz,  wurde 1372 als Eselsdorf erwähnt und 1409 als Ezildorf. 1584 gehörte das Dorf Hans Elbel. 1594 vereinigte Heinrich von Peterswalde Esdorf mit Schwengfeld und Erlicht. Seither waren die Güter miteinander verbunden und einem Grundherrn gehörig: 1607 Wolfram von Rothkirch, 1621 Balthasar von Rothkirch, 1637 Hans Christoph von Rothkirch, 1693 Hans Karl von Seher-Thoß, 1724 Karl Ferdinand von Seher-Thoß, 1742 Karl Heinrich von Seher-Thoß, 1754 Ferdinand Sigmund von Seher-Thoß.
Nach dem Ersten Schlesischen Krieg 1741/42 fiel Esdorf mit dem größten Teil Schlesiens an Preußen und wurde in den Kreis Schweidnitz eingegliedert. 1785 bestand Esdorf aus einem Vorwerk, sieben Bauern, 27 Gärtnern, einer Wassermühle und 218 Einwohnern.
Vormals dehnte sich Esdorf dehnte bis hinter die Mühle aus. Durch eine Feuersbrunst wurden die Besitzungen zerstört und nicht wieder aufgebaut. 1845 zählte die Landgemeinde 53 Häuser, ein Vorwerk und 320 Einwohner. Davon waren 28 katholisch und der Rest evangelisch. Im Ort arbeiteten acht Baumwollstühle, acht Handwerker und ein Händler. Der Ort besaß eine Kornbrennerei und am sogenannten Esgrunde eine Wassermühle, die Esmühle. In der evangelischen Schule von Esdorf, die auch von den Kindern von Schwengfeld besucht wurde, unterrichtete in der zweiten Hälfte des 19. Jahrhunderts ein Lehrer 150 Schüler. Katholisch war Esdorf nach Schwengeld und evangelisch zur Friedenskirche Schweidnitz gepfarrt. 1874 wurde aus den Landgemeinden Esdorf, Ludwigsdorf und Schwengfeld und den dazugehörigen Gutsbezirken der Amtsbezirk Schwengfeld gebildet, der 1929 Amtsbezirk Schwengfeld umbenannt wurde.
Als Folge des Zweiten Weltkriegs fiel Esdorf mit dem größten Teil Schlesiens 1945 an Polen. Nachfolgend wurde es durch die polnische Administration in Makowice umbenannt. Die deutschen Einwohner wurden, soweit sie nicht schon vorher geflohen waren, vertrieben. Die neu angesiedelten Bewohner stammten teilweise aus Ostpolen, das an die Sowjetunion gefallen war.
Von 1975 bis 1998 gehörte Opoczka zur Woiwodschaft Breslau.  

## Persönlichkeiten
- Emil Krebs (1867–1930), deutscher Sinologe und Sprachgenie